# U–204
Koordináták: é. sz. 61° 04′ 00″, ny. h. 11° 30′ 00″61.066667°N 11.500000°W
Az U–204 tengeralattjárót a német haditengerészet rendelte a kieli F. Krupp Germaniawerft AG-tól 1939. szeptember 23-án. A hajót 1944. március 8-án állították szolgálatba. Három harci küldetése volt, amelyek során öt hajót elsüllyesztett. Ezek összesített vízkiszorítása 18 217 brt volt.

## Pályafutása

### Első őrjárat
Az U–204 1941. május 24-én Kielből futott ki első járőrútjára, kapitánya Walter Kell volt. Részt vett a West és a Kurfürst farkasfalka tevékenységében. Az Atlanti-óceán északi részén vadászott, és két hajót süllyesztett el. Első áldozata egy mindössze 16 tonnás izlandi halászhajó volt. Kell azért döntött a Holmsteinn megsemmisítése mellett, mert úgy gondolta, hogy a halászok meglátták, és jelentik a pozícióját. Az izlandi legénység mind a négy tagja meghalt. Június 10-én egy belga hajót, a Merciert torpedózta meg az U–204. A 68 fős legénység hét tagja életét vesztette.

### Második őrjárat
Második harci küldetése 1941. július 22-én kezdődött. Az U–204 augusztus 19-én megtorpedózta a Liverpoolból Gibraltárba tartó norvég rombolót, az HNoMS Bath-t. Amikor a hajó süllyedt, felrobbantak a mélységi bombái, és sokakat megöltek a tengerben úszók közül. A legénységből 83 ember meghalt, 41 túlélte a német akciót.

### Harmadik őrjárat
A tengeralattjáró harmadik őrjárata a Földközi-tengerre vezetett. 1941. október 14-én elsüllyesztett egy spanyol, tehát semleges vitorlást, az Aingeru Guardakoát, a fedélzeten tartózkodó hét emberből kettő meghalt. Október 19-én az U–204 torpedója eltalálta az Inverlee tankert Marokkó közelében. A robbanás olajjal fröcskölte be a hajót, és a híd kigyulladt. A lángok növekedtek, és a tengerészek elhagyták a tankert, a 43 fős legénységből 21-en így is odavesztek.

## A hajó pusztulása
Az Inverlee elleni sikeres támadás után a Brit Királyi Haditengerészet két egysége, az HMS Mallow korvett és az HMS Rochester szlúp mélységi bombákkal elpusztította az U–204-et a Gibraltári-szorosban, Tanger közelében. Walter Kell és a teljes legénység, 45 tengerész meghalt.

## Kapitány
| Név         | Kezdőnap         | Zárónap           |
| ----------- | ---------------- | ----------------- |
| Walter Kell | 1941. március 8. | 1941. október 19. |

## Őrjáratok
| Indulás | Indulónap            | Érkezés | Zárónap             |
| ------- | -------------------- | ------- | ------------------- |
| Kiel    | 1941. május 24.      | Brest   | 1941. június 27.    |
| Brest   | 1941. július 22.     | Brest   | 1941. augusztus 22. |
| Brest   | 1941. szeptember 20. | *       | 1941. október 19.   |

* A hajó nem érte el úti célját, elsüllyesztették

## Elsüllyesztett és megrongált hajók
| Dátum               | Hajó neve         | Nemzetisége        | Brt  | Konvoj |
| ------------------- | ----------------- | ------------------ | ---- | ------ |
| 1941. május 31.     | Holmsteinn        | Izland             | 16   |        |
| 1941. június 10.    | Mercier           | Belgium            | 7886 | OB–330 |
| 1941. augusztus 19. | HNoMS Bath*       | Norvégia           | 1060 | OG–71  |
| 1941. október 14.   | Aingeru Guardakoa | Spanyolország      | 97   |        |
| 1941. október 19.   | Inverlee          | Egyesült Királyság | 9158 |        |

* Hadihajó